# 学校図書館
学校図書館（がっこうとしょかん、英語: school library）は、初等教育を行う学校（小学校など）と中等教育を行う学校（中学校、高等学校、中等教育学校など）におかれる図書館設備のことである。他の図書館種別と比べて歴史が浅く、先進国であるアメリカ合衆国においても重要性が認識されたのは20世紀以降のことである。

## 日本

### 沿革
明治5年4月に、旧制大学講堂内に設置されたことが、『東京圖書館一覽』に見える。
大正3年3月22日勅令案として、文部大臣大岡育造より、内閣総理大臣山本権兵衛宛に
の嘆願書が発行され、同年3月27日に承認、公布された。
また、大正12年12月24日には学校図書館設立のための臨時支出予算の公布が行われている。
このように、学校図書館法が制定される以前の第二次世界大戦以前から図書館設備を持つ学校は存在していた。
第二次世界大戦後の対日占領政策として、昭和21年7月24日の第10回対日理事会において、軍国・反連合国的文書の没収が提示されたが、学校図書館についても例外ではなく、同対象刊行物の没収処置が取られた。。
昭和22年には、学校図書館への図書の斡旋機関である「学徒図書組合」などが誕生した。
昭和23年3月、文部省は『学校図書館の手引』の編纂に着手、12月に同手引を全国の小中高等学校、および教育行政官庁に配布した。。
本書には、まえがきとして、新教育制度の確立と発展における変革や改善を行うための最も重要なもの、として学校図書館の立ち位置を示している。
昭和25年2月27日には、全国の有志教員により、全国学校図書館協議会(SLA)が創設された。同団体は、平成10年には本事業を引き継ぐ形で社団法人全国学校図書館協議会となり、平成24年4月1日に公益社団法人となっている。
同年9月27日の第二次訪日米国教育使節団の報告書において、教育問題として考究する必要があるものとして、教材センターとしての学校図書館のあるべき形、および学校図書館への司書の配置について、提言されている。

### 定義

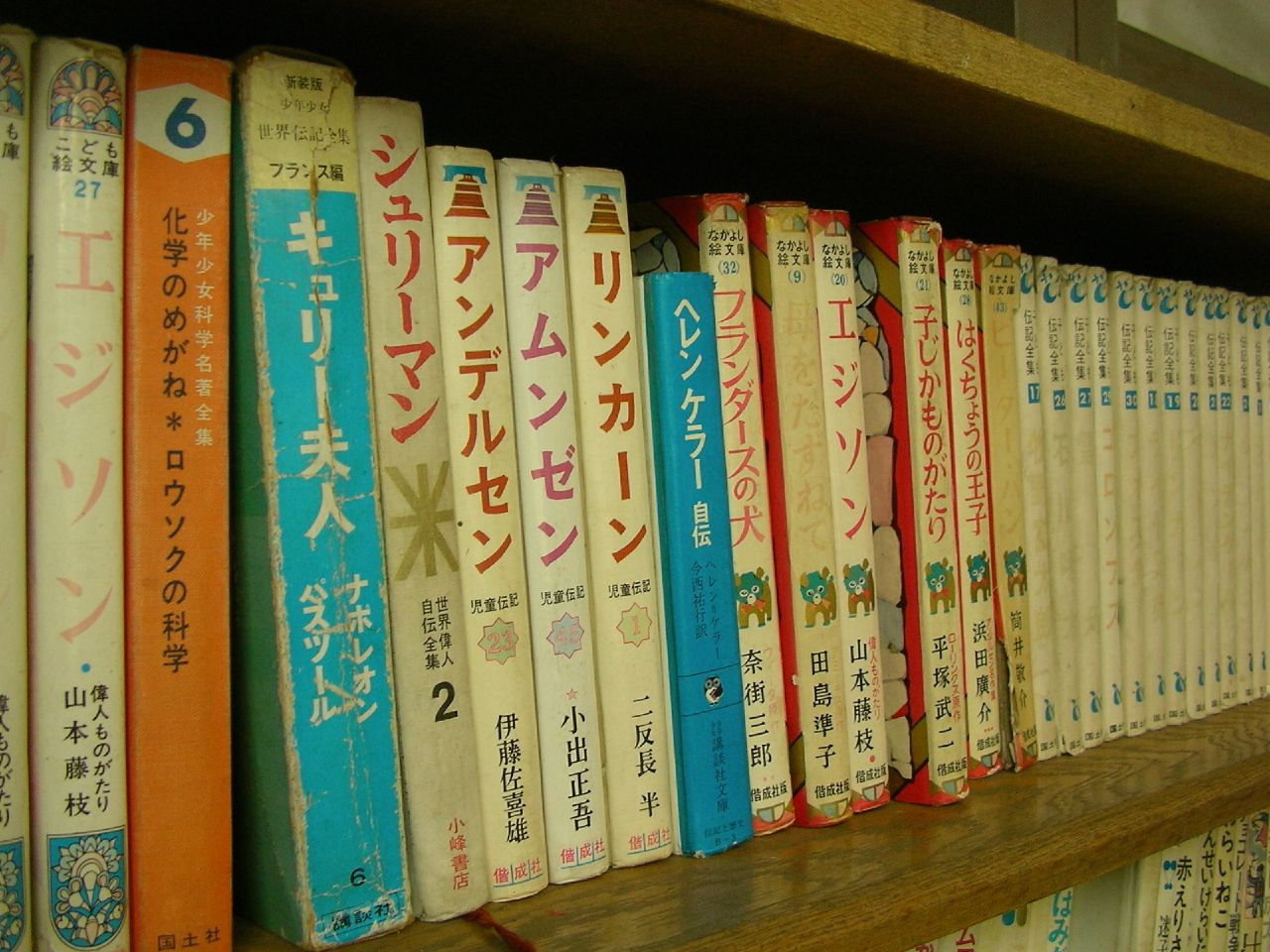
伝記本 学童図書

学校図書館法（昭和28年法律第185号）の第2条において定義がされており、「学校図書館」とは、学校において、図書、視覚聴覚教育の資料その他学校教育に必要な資料（図書館資料）を収集し、整理し、及び保存し、これを児童又は生徒及び教員の利用に供することによって、学校の教育課程の展開に寄与するとともに、児童又は生徒の健全な教養を育成することを目的として設けられる学校の設備とされている。
学校教育において欠くことのできない基礎的な設備とされ、その健全な発達は、学校教育を充実につながると考えられている（学校図書館法第1条）。
そのため、初等教育と中等教育（小学校から高等学校まで）の段階にある学校には、設けなければならないとされている（同法第3条）。
学校図書館が必置となったのは同法制定以後のことである。必置となった背景には、アメリカ教育使節団報告書の中で、教師が1つの教科書で教育すると思想教育に陥る危険があり、子供が多様な意見・主張を行えるように環境整備を行うことの必要性を説いたことにある。
また、学校の設置者も、学校図書館法の目的が十分に達成されるようその設置する学校の学校図書館を整備し、及び充実を図ることに努めなければならないとされている（同法第6条）。
なお、法律上の学校図書館は建物の名称ではなく設備の名称である。図書館という名称の独立した建物ではなく、一般教室と同じ校舎内などに図書室（としょしつ）を設けている学校が多いが、これらも法律上の学校図書館である。

### 司書教諭と学校司書
専門的職務を掌らせるため、「司書教諭」を置かなければならないとされている（同法第5条第1項）。1997年6月に学校図書館法の一部を改正する法律が可決されるまでは、司書教諭の配置緩和条項が附則第2項に記されていた。司書教諭は、主幹教諭（「養護をつかさどる主幹教諭」および「栄養の指導及び管理をつかさどる主幹教諭」を除く）、指導教諭、または、教諭をもって充てられ、これらの主幹教諭（「養護をつかさどる主幹教諭」および「栄養の指導及び管理をつかさどる主幹教諭」を除く）、指導教諭、教諭は、司書教諭の講習を修了した者でなければならない（同法第5条第2項）。
また、2015年4月1日の改正により、司書教諭の他にも専任職員として学校司書を置くよう努めなければならないと定められた（同法第6条第1項）。

### 図書委員会
上記教諭等の指導により、児童会活動・生徒会活動の一環として設置されることが多い。図書委員の児童・生徒の仕事は本の貸出・返却や資料整理、調査統計、広報、環境整備など多岐にわたる。 

### 運営
学校は、おおむね次のような方法によって、児童又は生徒及び教員の利用に供するものとされている（同法第4条第1項）。また、その目的を達成するのに支障のない限度において、一般公衆に利用させることができる（同法第4条第2項）。
- 図書館資料（図書、視覚聴覚教育の資料その他学校教育に必要な資料）を収集し、児童又は生徒及び教員の利用に供すること。
- 図書館資料（図書、視覚聴覚教育の資料その他学校教育に必要な資料）の分類配列を適切にし、及びその目録を整備すること。
- 読書会、研究会、鑑賞会、映写会、資料展示会等を行うこと。
- 図書館資料（図書、視覚聴覚教育の資料その他学校教育に必要な資料）の利用その他当施設利用に関し、児童又は生徒に対し指導を行うこと。
- 他の学校の学校図書館、図書館、博物館、公民館等と緊密に連絡し、及び協力すること。

### ボランティア
文部省（当時）は、1998年に中央教育審議会が「幼児期からの心の教育の在り方について」の中で学校図書館に保護者などがボランティアとして関わることが好ましいとの答申を出したことから、ボランティアの導入を推進している。ボランティアの活動内容は学校によってさまざまで、学校図書館に係るほぼすべての業務を担うところもあれば、読書活動の支援（読み聞かせ、紙芝居など）、本や図書館の整備（本の修理、書架の整理など）、カウンター業務（貸し出し、レファレンスサービスなど）、事務作業（本の受け入れ、帳簿の記入など）、図書委員の支援など個別の業務に限定しているところもある。

### 活動
1950年（昭和25年）より、全国学校図書館研究大会が毎年開催されており、学校教育関係者による学校図書館の活用方法についての研究・発表を行っている。
1955年（昭和30年）からは、学校図書館を活用した学校単位での全国コンクールである、青少年読書感想文全国コンクールを開催している。

## 欧米

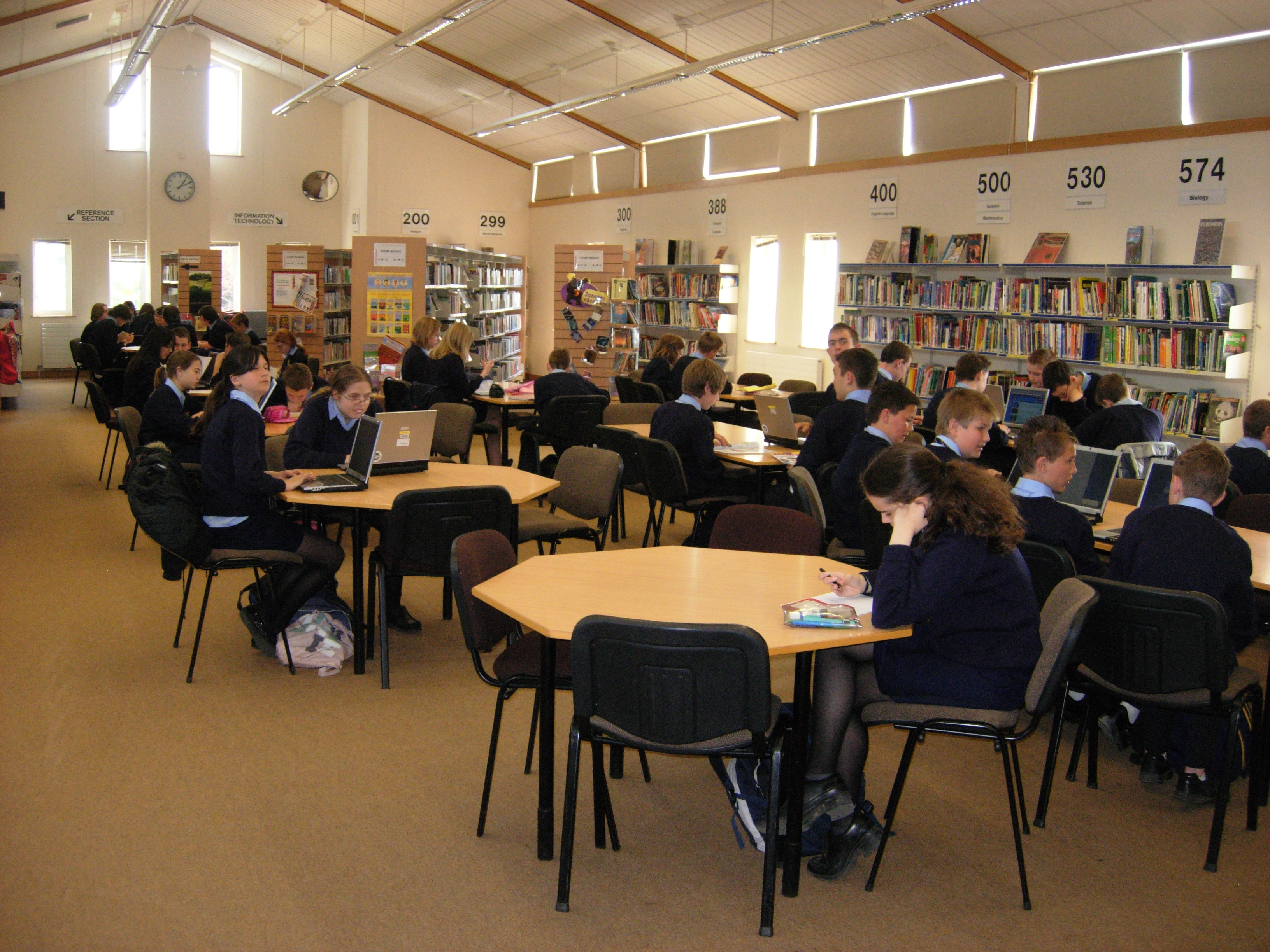
学校図書館で学ぶ生徒（イングランド・2007年）

### アメリカ合衆国
「学校図書館メディアセンター」（school library media center）とも呼ばれ、スプートニク・ショックを背景に1950年代に普及が進んだ。アメリカ図書館協会は当該施設の目標を「学校に通学する児童生徒や教師など、学校内の全てのメンバーが公平に情報と情報技術にアクセスすること」としている。

### カナダ
2003年現在93％の学校に設置されており、学校司書教諭またはライブラリー・テクニシャン（Library Technician）が置かれるが、これらの普及率は州によって異なる。

## 韓国
2007年に学校図書館振興法が制定されている。文化観光部（現、文化体育観光部）は2007年から読書振興政策を掲げており、教育人的資源部（現、教育科学技術部）は学校図書館振興法に基づき5年ごとに学校図書館振興基本計画を策定している。

## 学校図書館を舞台とする作品
- D・キッサン『共鳴せよ!私立轟高校図書委員会』一迅社（漫画）
- 山本渚『吉野北高校図書委員会』MF文庫/角川文庫（小説）
- 小松由加子『図書館戦隊ビブリオン』コバルト文庫（小説）